# Pneumotórax espontâneo secundário
O pneumotórax espontâneo secundário é um tipo de emergência médica potencial, associado a complicação de doença pulmonar subjacente e causada pela acumulação de ar ou gás na cavidade pleural. Ocorre principalmente devido à doença pulmonar obstrutiva crônica (DPOC).

## Fisiopatologia
As etiologias são muito variadas, assim como a abordagem terapêutica.

### Inflamatórias e degenerativas
- Enfisema pulmonar
- DPOC
- Asma com crise de tosse

### Infecciosas
- Tuberculose
- Abscesso pulmonar
- Pneumonia por pneumocictis

### Congênitas
- Fibrose cística
- Sídrome de Marfan
- Cistos congênitos
- Pneumatocele
- Síndrome de Best

### Neoplásicas
- Tumores metastáticos (principalmente sarcomas)
- Linfoangiomiomatose
- Granuloma eosilófilo
- Catamenial devido a endometriose pulmonar

### Miscelânea
- Ruptura espontânea do esôfago